# Degracias
Degracias ist eine Ortschaft und ehemalige Gemeinde in Mittel-Portugal.

## Geografie
Die Gemeinde liegt im Süden des Kreises, auf einer Bergkette, die zu den Ausläufern des Iberischen Scheidegebirges gehört. Vom jüngst eingerichteten Aussichtspunkt Miradouro de Nossa Sr.ª da Estrela geht der Blick auf das Tal des Flusses Rio Anços.

## Geschichte
Die genaue Entstehung der Ortschaft ist unbekannt. Der Bogen der Taufkapelle in der Hauptkirche stammt aus dem 16. Jahrhundert, so dass der Ort bereits vorher bestanden haben dürfte. Das Herrenhaus Solar dos Cardosos de Albergaria wurde 1827 bereits bewohnt und zeugt von einer relativen Entwicklung und Bedeutung der Ortschaft. Die Schaffung des Titels Visconde de Degracias 1879 belegt diese Vermutung. Seit 1853 gehört die Gemeinde zum Kreis Soure.

## Kultur, Sport und Sehenswürdigkeiten
Die Vereine Associação Cultural Desportiva e de Solidariedade da Freguesia de Degracias (dt.: Kultur-, Sport und Solidaritäts-Vereinigung der Gemeinde Degracias) und Associação Cultural e Social dos Casais de S. Jorge (dt.: Kultur- und Sozial-Verein von Casais de S.Jorge) sind mit ihren sozialen Einrichtungen (Altenpflege, Musikschule u. a.) und vielfältigen Aktivitäten wichtige Faktoren im Gemeindeleben, ebenso der Volkstanz-Verein (Rancho Folclórico) Papoilas da Serra (dt.: Mohnblumen der Berge).
Die Gemeinde unterhält mit dem Polidesportivo Municipal eine offene Multifunktions-Sportanlage.
Die Jägervereinigung von Degracias und Pombalinho (Clube de Caçadores das Freguesias de Degracias e Pombalinho) ist hier ansässig.
Die Kirche Igreja Matriz de Degracias (dt.: Hauptkirche von Degracias, auch Igreja de S. Sebastião, dt.: Kirche des hl. Sebastian) entstand Anfang des 17. Jahrhunderts, durch Umbau und Erweiterung der im 16. Jahrhundert errichteten Taufkapelle. Die schlichte Kapelle Capela de Santo António liegt auf einer Anhöhe, nahe zweier verfallenen Windmühlen. Sie kontrastiert mit den sie umstehenden Windkraftanlagen, und gibt einen weiten Blick bis nach Figueira da Foz und Coimbra frei, ja nach Sichtverhältnissen.
Das Herrenhaus Casa dos Viscondes das Degracias (dt.: Haus der Visconde von Degracias) wurde in den 1990er Jahren renoviert und ist inzwischen Teil des regionalen Turismo rural-Angebotes.

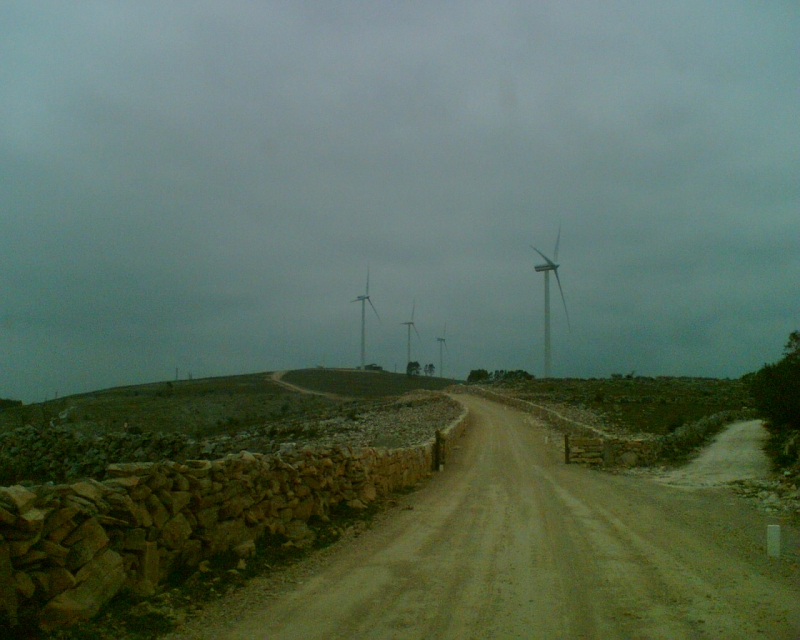
Windpark bei Degracias

## Verwaltung
Degracias war eine eigenständige Gemeinde (Freguesia) im Kreis (Concelho) von Soure, im Distrikt Coimbra. Am 30. Juni 2011 hatte Degracias 452 Einwohner auf einem Gebiet von 14,2 km².
In der ehemaligen Gemeinde liegen die Ortschaften
- Degracias
- Casais de São Jorge
- Moçifas da Nazaré
- Moçifas de Santo Amaro
- Covão das Favas.

Im Zuge der kommunalen Neuordnung Portugals nach den Kommunalwahlen am 29. September 2013 wurde Degracias mit Pombalinho zur neuen Gemeinde União das Freguesias de Degracias e Pombalinho zusammengeschlossen. Sitz der neuen Gemeinde ist Degracias.

## Wirtschaft
Landwirtschaft ist weiter ein bedeutender Faktor, Fremdenverkehr ist als Turismo rural präsent, jedoch nur von geringer Bedeutung. Auf den Anhöhen der Gemeinde werden in Windparks Strom erzeugt.